# Neanura magna
Neanura magna är en urinsektsart som först beskrevs av Macgillivray 1893.  Neanura magna ingår i släktet Neanura och familjen Neanuridae. Inga underarter finns listade i Catalogue of Life.